# 辛胡里
50°10′11″N 28°39′28″E / 50.16972°N 28.65778°E
辛胡里（羅馬化：Sinhury）是烏克蘭中部的村落，隸屬日托米爾州日托米爾區，始建於1584年，面積3.45平方公里，海拔高度219米，2001年人口1,737，人口密度每平方公里502.9人。

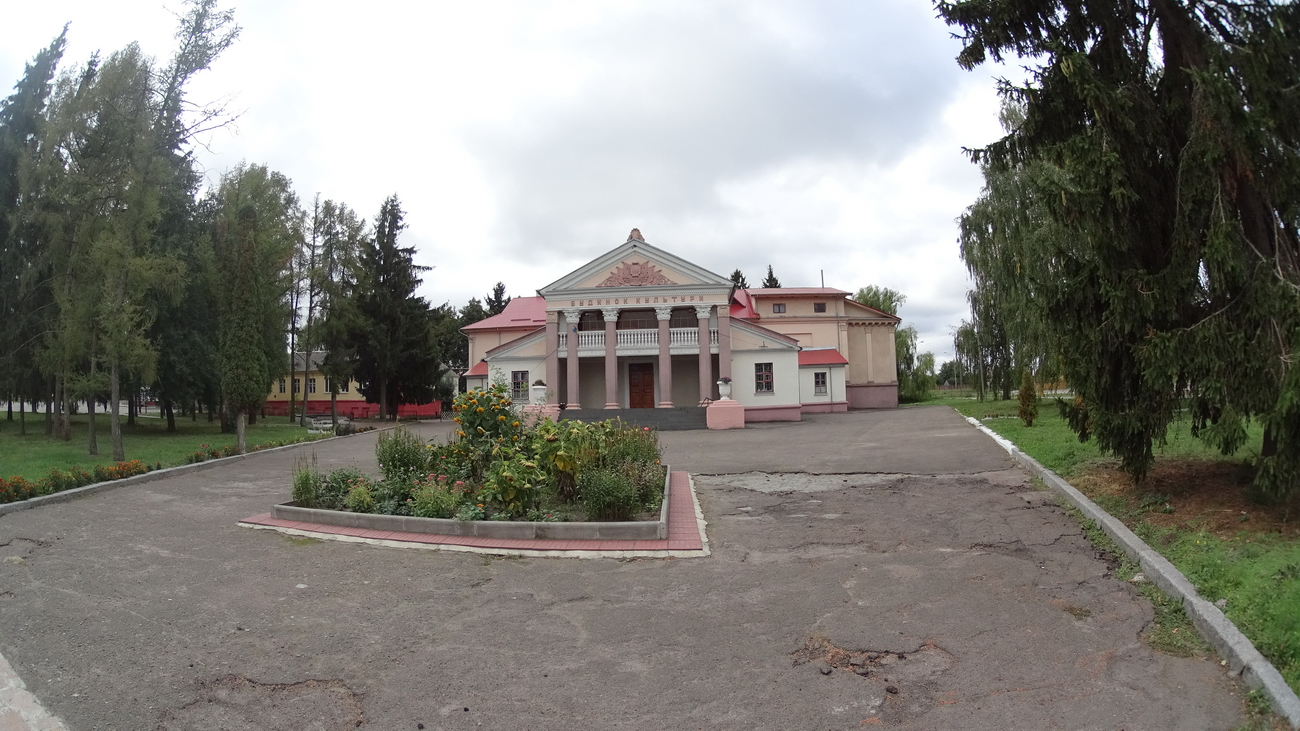